# Neoscona crucifera
Neoscona crucifera  (лат.) — северо-американский вид аранеоморфных пауков рода Neoscona из семейства пауков-кругопрядов (Araneidae), называемый также пауком-кругопрядом Хентца (англ. Hentz's orbweaver). Иногда этот вид называют «овинный паук» (англ. barn spider),  хотя чаще под этим названием имеют в виду другой похожий вид Araneus cavaticus.

## Ареал
Neoscona crucifera обитает в США от Мэна до Флориды на востоке и от Миннесоты на Среднем Западе до Аризоны на юго-востоке и в Мексике. Был зарегистрирован также на Канарских островах и на побережье Африки.

## Описание

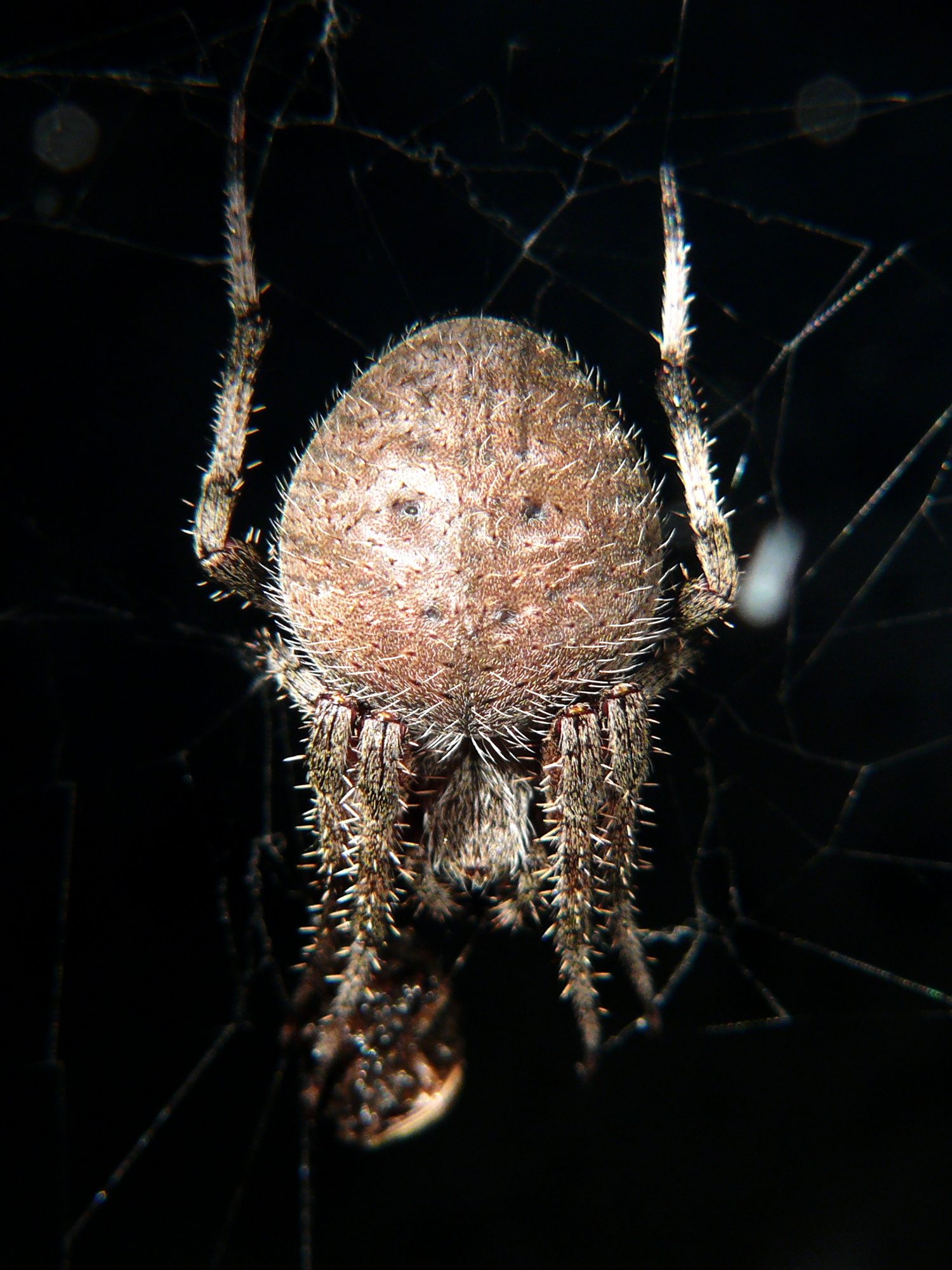
N. crucifera. Вид сверху.

N. crucifera ведёт ночной образ жизни, хотя осенью самки могут переходить и на дневной образ жизни. Днём прячется в свёрнутом листе, ночью располагается в центре паутины либо обновляет ловчую сеть. Размер самки 8—20 мм, самцы — меньше 4—15 мм. Верхняя брюшная сторона паука коричневая, покрыта волосками, две симметричные зигзагообразные линии образуют рисунок, напоминающий крест, что и обусловило видовое название «крестоносный». Нижняя сторона брюшка чёрная с двумя яркими белыми пятнами. Конечности с чередующимися светлыми и тёмными коричневыми полосами.
Паутина достигает 60 см в диаметре.

## Синонимы
- Aranea crucifera albimaculata Strand, 1908
- Epeira crucifera Keyserling, 1864
- Epeira domiciliorum Emerton, 1884
- Epeira hentzii Keyserling 1864
- Epeira lentiginosa Blackwall 1862
- Neoscona arkansa Chamberlin & Ivie, 1942
- Neoscona benjamina Comstock 1940
- Neoscona hentzi Kaston 1977
- Neoscona nebraskensis Chamberlin & Ivie, 1942
- Neoscona sacra Chamberlin & Ivie, 1944